# Fanchea de Killanne
Fanchea de Rossory o de Killanne (¿? - Killanne, Irlanda, 585) es una santa reconocida por la Iglesia de Gales y la Iglesia católica. Era la hermana de San Enda de Aran, a quien persuadió de convertirse en monje. Su fiesta es el 1 de enero.

## Vida
Fanchea fue una de las cuatro hijas de Conall Derg de Oriel y su esposa Briga. Sus hermanas eran Santa Lochinia, Santa Carecha y Darenia, que se casaron con Angus de Cashel. Fanchea nació en Rathmore, cerca de Clogher. Aunque Óengus mac Nad Froích deseaba casarse con ella, decidió convertirse en monja. Con la ayuda de su hermana Darenia, construyó un monasterio a orillas del lago Erne.

## La conversión de Enda
A Fanchea se le atribuye la conversión de su hermano Enda, un príncipe guerrero de Oriel, que había aceptado renunciar a sus formas de guerra si ella le daba una de las mujeres jóvenes en el monasterio por esposa. Enda se sintió bastante conmocionado cuando Fanchea le llevó a su novia elegida, que acababa de morir. Abrumado por el dolor y el recordatorio de muerte y juicio de Fanchea, Enda decidió cambiar sus maneras. Según una leyenda, cuando la banda guerrera de Enda trató de llevarlo de regreso y devolverlo a su lugar anterior, Fanchea, por el signo de la cruz, obligó a sus pies a pegarse al suelo, pensando que aquellos que deseaban las cosas de la tierra debería adherirse a ello. Ella solo los soltó cuando prometieron hacer penitencia. Enda permaneció algún tiempo bajo la dirección de Fanchea, pasando su tiempo construyendo una trinchera defensiva y una pared alrededor del monasterio. En una ocasión, Enda tuvo la tentación de unirse a una pelea cercana entre los hombres de Oriel y un clan hostil. Fanchea le dijo que se tocara la cabeza y recordara dónde está su lealtad. Al sentir la tonsura, Enda recordó que había renunciado a su forma de vida anterior.

## Aran
Cuando Enda estaba estableciendo su fundación en Inis Mór, Fanchea, acompañada por tres de sus monjas, hizo una visita a Aran para ver cómo procedía el buen trabajo. Fue muy edificada por la oración, el ayuno, el trabajo, la construcción y la copia de los evangelios y misales latinos, todo en progreso. Cuando ella se marchaba, no permitiría que su hermano retirara a un par de sus monjes de sus labores para llevarlos al continente. "Lo haremos", dijo ella, "confiar en Dios para un pasaje". Al llegar a la orilla, hizo la señal de la cruz sobre el agua y extendió su manto sobre ella. La prenda asumió de inmediato las cualidades de una tabla robusta, y las hermanas, cada una tomando su posición en una esquina, pasaron tranquilamente por las aguas bravas de la bahía. Fanchea murió en 585 de causas naturales y está enterrada en Killane, Irlanda. Su fiesta se ha mantenido en la iglesia parroquial de Rosairthir, en el diócesis de Clogher, en Ulster; y en Killane, cerca del monte Bregh, en los límites de Meath, donde sus reliquias han sido veneradas. Se conmemora el 1 de enero.
- Datos: Q16198541
- Multimedia: Fuinche Gharbh of Rossory / Q16198541